# Olympische Winterspiele 1988/Teilnehmer (Libanon)
| Gelbes Symbol für Goldmedaillen mit stilisierten Olympischen Ringen | Graues Symbol für Silbermedaillen mit stilisierten Olympischen Ringen | Braundes Symbol für Bronzemedaillen mit stilisierten Olympischen Ringen |
| ------------------------------------------------------------------- | --------------------------------------------------------------------- | ----------------------------------------------------------------------- |
| —                                                                   | —                                                                     | —                                                                       |

Der Libanon nahm an den Olympischen Winterspielen 1988 im kanadischen Calgary mit einer Delegation von vier männlichen Athleten im Ski Alpin teil. Ein Medaillengewinn gelang keinem der Athleten.
Fahnenträger bei der Eröffnungsfeier war der Skirennläufer Michel Samen.

## Teilnehmer nach Sportarten

### Ski Alpin
- Elias Majdalani
Super-G: 32. Platz (1:47,58 min)
Riesenslalom: 38. Platz (2:19,58 min)
Slalom: Rennen nicht beendet

- Karim Sabbagh
Riesenslalom: disqualifiziert
Slalom: 40. Platz (2:26,67 min)

- Toni Salame
Riesenslalom: disqualifiziert
Slalom: 34. Platz (2:16,97 min)

- Pierre Succar
Riesenslalom: disqualifiziert
Slalom: disqualifiziert